# Politecnico di Lublino
Il Politecnico di Lublino è un istituto universitario di carattere scientifico con sede a Lublino, in Polonia.

## Storia
L'ente venne fondato nel maggio del 1953 come scuola serale di Ingegneria su iniziativa delle società tecniche di Lublino. La prima facoltà, attivata nel 1953, fu quella di ingegneria meccanica, mentre la seconda fu quella di ingegneria elettrica nel 1963, alla quale venne poi aggiunta, nel 1964, la specializzazione in ingegneria elettrotecnica. Nel 1965 fu inaugurata la facoltà di ingegneria delle costruzioni; divenuta in seguito la facoltà di ingegneria sanitaria e civile e rinominata, nel 2009, facoltà di costruzioni e architettura. Lo status di scuola serale di ingegneria venne modificato in Scuola di alta ingegneria nell'aprile del 1965 per poi divenire un politecnico vero e proprio il primo agosto del 1977. Negli anni successivi furono istituite la facoltà di management e fondamenti di tecnica nel 1988 (poi rinominata facoltà di management nel 2007) e quella di fondamenti di tecnologia.

## Struttura
L'ateneo è organizzato nelle seguenti facoltà:
- Fondamenti di tecnologia
- Ingegneria ambientale
- Ingegneria civile e architettura
- Ingegneria elettrica e informatica
- Ingegneria gestionale
- Ingegneria meccanica

## Rettori
- Stanisław Ziemecki (1953-1956)
- Stanisław Podkowa (1956-1973)
- Włodzimierz Sitko (1973-1981)
- Jakub Mames (1981-1982)
- Andrzej Weroński (1982-1984)
- Włodzimierz Sitko (1984-1990)
- Włodzimierz Krolopp (1990-1993)
- Iwo Pollo (1993-1996)
- Kazimierz Szabelski (1996-2002)
- Józef Kuczmaszewski (2002-2008)
- Marek Opielak (2008-2012)
- Piotr Kacejko (dal 2012)